# 比利时工党
比利时工党（荷蘭語：Belgische Werkliedenpartij，缩写为BWP，缩写为POB）是比利时历史上第一个主要的社会主义政党。该党成立于1885年，于1940年正式解散，并于1945年被比利时社会党取代。